# 海美邑城

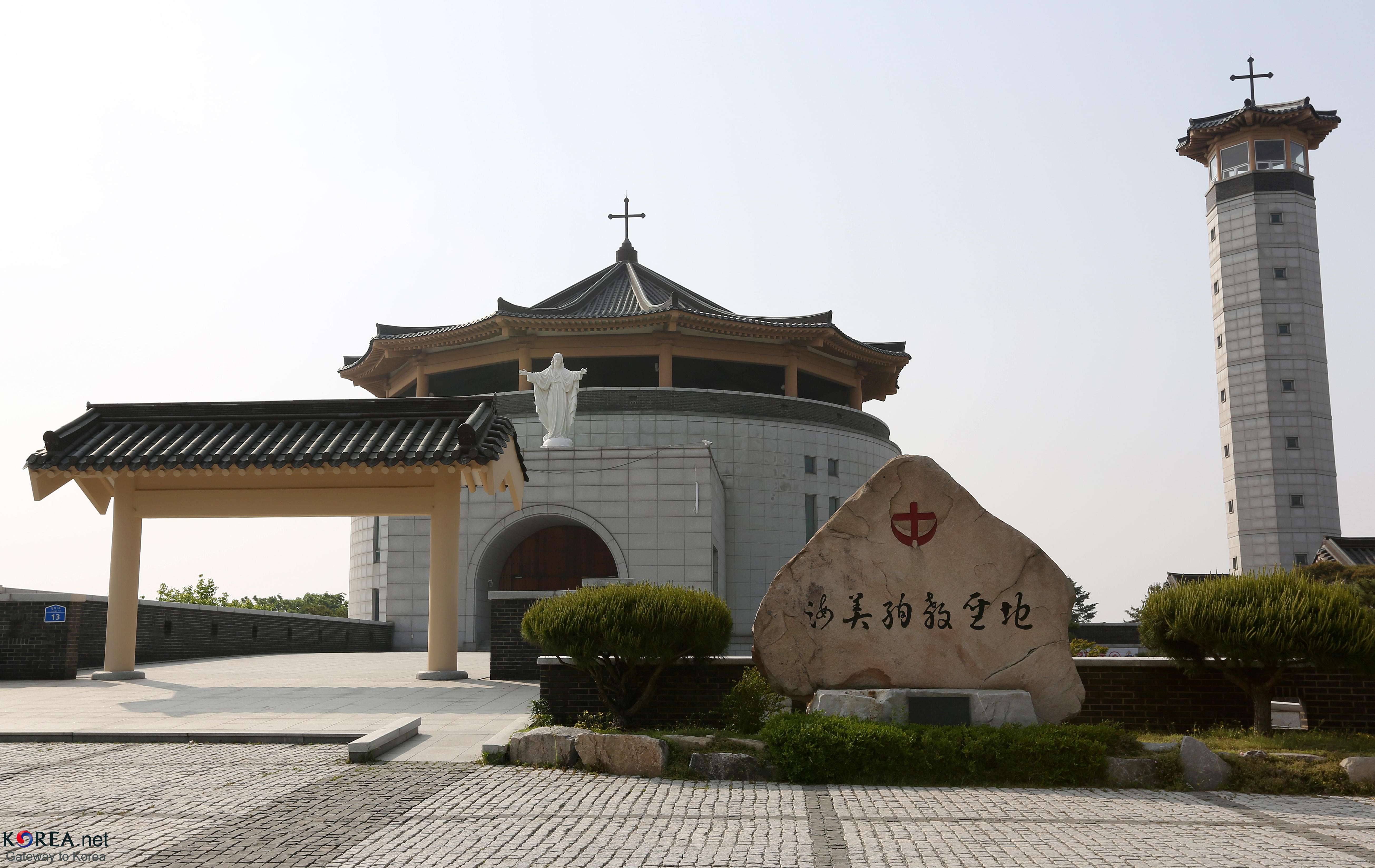
海美殉教聖地

海美邑城（ヘミウプソン）は、大韓民国忠清南道瑞山市海美面にある朝鮮王朝（李氏朝鮮）時代の城（邑城）。韓国の史跡116号に指定されている。

## 概要
朝鮮王朝時代に建築された邑城の中では、城壁などの構造がよく保存されている。韓国に現存する城の遺構の多くが山城である中で、平地につくられた城が残されているのは珍しい。
王朝時代には3千名余のカトリック信者が処刑されており（韓国のキリスト教参照）、殉教の聖地の1つとみなされている。
瑞山市では毎年10月に「海美邑城歴史体験祭り」を開催している。

## 歴史
海美邑城は朝鮮王朝初期に建設された城で、1417年（太宗17年）に築城が開始され、1421年（世宗3年）に完成した。もともとは海美内廂城といい、倭寇の出没に対応するための軍事的目的で建築された城である。忠清道兵馬節度使がこの城に駐屯したのもそのためである。15世紀後半の世祖代、軍事制度は鎮管体制に改編されたが、この城は忠清道地域の主要軍事拠点として役割を引き続き果たした。この城に駐在した軍官の中に李舜臣がいる。李舜臣は1578年（宣祖12年）に兵営の軍官として赴任し、10ヶ月間勤めた。
1651年（孝宗2年）、兵馬節度使は清州に移転した。かわって海美県の役所（県衙）が移転し、海美邑城と呼ばれるようになった。この城は湖西左営として地方行政の中心としての役割を果たすようになる。
近代に入ってもひきつづき行政官庁が置かれていたが、日本統治時代の1914年に行われた郡の統廃合によって海美郡は瑞山郡に統合された。以後には城内は市街化し、面事務所（村役場）、初等学校、民家などが建てられるようになった。
1963年、史跡指定される。1970年代から復元工事が始まり、城内に建てられていた建築物を撤去して、かつての東軒、客舎、内衙などを復元した。

### 年表
- 1417年(太宗 17年) － 築城開始。
- 1421年(世宗 3年) － 築城完了。以後230余年間、従二品の兵馬節度使が駐屯した。
- 1651年(孝宗2年) － 兵馬節度使が清州に移転し、海美県官衙が移転して来て海美邑城になる。文武を兼ねた兼営将が配置され、湖西左営と名称が変更された。
- 1914年 － 日本統治時代、海美郡が瑞山郡に統合、邑城は廃止された。
- 1963年1月21日 － 史跡116号に指定される。

## 規模
城の全体の形は、おおむね楕円形である。
- 城壁の全長 - 1,800m
- 城壁の高さ - 5m
- 広さ – 約59,000坪
- 城壁外に深さ2mの堀

## 施設
- 官衙門 - 海美邑城の湖西左営官衙の正門として建てられた正面3間、側面2間の2層門楼形式の建物。上層は楼閣となっている典型的な官衙門形式。
- 客舎 - 観察使などの貴賓が宿泊した所。
- 東軒 - 守令が執務した所。
- 内衙 - 守令が起居した所。
- 冊室 - 本と文書を保管し、守令の子弟が住んだ所。
- 清虚亭 - 邑城内の亭。休憩室用途だった。